# Villepot
 Villepot  es una población y comuna francesa, situada en la región de Países del Loira, departamento de Loira Atlántico, en el distrito de Châteaubriant y cantón de Rougé.

## Demografía
| 835 | 770 | 700 | 649 | 690 | 669 |
| Para los censos de 1962 a 1999 la población legal corresponde a la población sin duplicidades (Fuente: INSEE [Consultar]) |     |     |     |     |     |